# Championnat de Finlande de football de deuxième division
Le championnat de Finlande de football de deuxième division (finnois : Ykkösliiga, est une compétition de football placée sous l'égide de la fédération de Finlande de football. Elle est le deuxième niveau après la Veikkausliiga, la ligue professionnelle. Le championnat est joué en même temps que la Veikkausliiga, c'est-à-dire principalement en été. Fondé en 1936 sous le nom de Suomensarja, il devient en 1969 II divisioona. Le championnat était alors composé de poules régionales. À partir de 1973, une poule unique est fondée sous le nom de 1. divisioona. En 1995, il devient Ykkonen puis Ykkösliigan, Ykkonen devenant le troisième niveau.
La division comporte actuellement 10 clubs, qui jouent chacun trois matches contre les 9 autres, soit 27 au total. Le vainqueur est automatiquement promu en Veikkausliiga, et le deuxième joue un match de barrage aller-retour contre l'avant-dernier de la Veikkausliiga. L'équipe la moins bien classée est reléguée en troisième division (finnois : Kakkonen, l'avant dernière joue un barrage contre le deuxième de la troisième division.

## Palmarès
Le palmarès est le suivant :

### Vainqueurs des qualifications pour la D1
- 1930 : Sudet Viipuri
- 1931 : Åbo IFK
- 1932 : HJK Helsinki
- 1933 : UL Turku
- 1934 : Vaasan Palloseura

### Champions de Suomensarja
- 1935 : TPS Turku
- 1936 : VIFK Vaasa
- 1937 : KPT Kuopio
- 1938 : Reipas Viipuri
- 1939 : Sudet Viipuri (est) et KIF Helsinki (ouest)
- 1940-1941 : VIFK Vaasa
- 1943-1944 : HPS Helsinki
- 1945 : GBK Kokkola (groupe 1) et KuPS Kuopio (groupe 2)
- 1945-1946 : HIFK Helsinki
- 1946-1947 : Jäntevä Kotka
- 1947-1948 : KIF Helsinki
- 1948 : IKissat Tampere (sud) et KuPS Kuopio (nord)
- 1949 : Kullervo Helsinki (est) et FC Haka Valkeakoski (ouest)
- 1950 : Sudet Helsinki (est) et TPK Turku (ouest)
- 1951 : Jäntevä Kotka (est) et Pyrkivä Turku (ouest)
- 1952 : KaPa Kajaani (est) et HJK Helsinki (ouest)
- 1953 : KPT Kuopio (est) et TuTo Turku (ouest)
- 1954 : KoRe Kotka (est) et Vaasan Palloseura (ouest)
- 1955 : HPS Helsinki (est) et IKissat Tampere (ouest)
- 1956 : KoRe Kotka (est) et TPS Turku (ouest)
- 1957 : HIFK Helsinki (est) et VIFK Vaasa (ouest)
- 1958 : PPojat Helsinki (sud), RU-38 Pori (ouest) et GBK Kokkola (nord)
- 1959 : KIF Helsinki (sud), TKT Tampere (ouest) et Drott Pietarsaari (nord)
- 1960 : TuTo Turku (sud), Reipas Lahti (est) et TaPa Tampere (nord)
- 1961 : MiPK Mikkeli (est), HIK Hanko (ouest) et Vaasan Palloseura (nord)
- 1962 : KTP Kotka (est), Åbo IFK (ouest) et VIFK Vaasa (nord)
- 1963 : HJK Helsinki (est), IKissat Tampere (ouest) et GBK Kokkola (nord)
- 1964 : UponP Lahti (est), TaPa Tampere (ouest) et Vaasan Palloseura (nord)
- 1965 : MP Mikkeli (est), TPS Turku (ouest) et OTP Oulu (nord)
- 1966 : UponP Lahti (est), Åbo IFK (ouest) et KPV Kokkola (nord)
- 1967 : Ponnistus Helsinki (est), RU-38 Pori (ouest) et OTP Oulu (nord)
- 1968 : IKissat Tampere (sud), Elo Kuopio (est), TPV Tampere (ouest) et OTP Oulu (nord)

### Champions de Division 2
- 1969 : Ponnistus Helsinki (sud), HIFK Helsinki (est), TPV Tampere (ouest) et Into Kemi (nord)
- 1970 : MiPK Mikkeli (est), TPV Tampere, (ouest) et Vaasan Palloseura (nord)
- 1971 : Ponnistus Helsinki (est), TaPa Tampere (ouest) et KPT Kuopio (nord)
- 1972 : Ponnistus Helsinki (est), IKissat Tampere (ouest) et OTP Oulu (nord)

### Champions de Division 1
- 1973 : MiPK Mikkeli
- 1974 : MyPa 47
- 1975 : GBK Kokkola
- 1976 : KIF Helsinki
- 1977 : KPT Kuopio
- 1978 : Ilves Tampere
- 1979 : MP Mikkeli
- 1980 : MP Mikkeli
- 1981 : Kuusysi Lahti
- 1982 : Reipas Lahti
- 1983 : MP Mikkeli
- 1984 : OTP Oulu
- 1985 : MP Mikkeli
- 1986 : Reipas Lahti
- 1987 : OTP Oulu
- 1988 : Jaro Pietarsaari
- 1989 : KPV Kokkola
- 1990 : PPT Pori
- 1991 : MyPa 47
- 1992 : TPV Tampere
- 1993 : KuPS Kuopio
- 1994 : Ponnistus Helsinki

### Champions de Ykkonen
- 1995 : Inter Turku
- 1996 : TP Seinäjoki
- 1997 : FC Haka Valkeakoski
- 1998 : FC Lahti
- 1999 : Tampere United
- 2000 : KuPS Kuopio
- 2001 : FC Hämeenlinna
- 2002 : FC KooTeePee (sud) et TPS Turku (nord)
- 2003 : TP-47 Tornio
- 2004 : KuPS Kuopio
- 2005 : FC Honka
- 2006 : FC Viikingit
- 2007 : KuPS Kuopio
- 2008 : JJK Jyväskylä
- 2009 : AC Oulu
- 2010 : RoPS Rovaniemi
- 2011 : FC Lahti
- 2012 : RoPS Rovaniemi
- 2013 : SJK Seinäjoki
- 2014 : Helsinki IFK
- 2015 : PS Kemi Kings
- 2016 : Jyväskylän Jalkapalloklubi
- 2017 : TPS Turku
- 2018 : Helsinki IFK
- 2019 : FC Haka
- 2020 : AC Oulu
- 2021 : VPS Vaasa
- 2022 : KTP Kotka
- 2023 : Ekenäs IF

### Champions de Ykkösliiga
- 2024 : KTP Kotka